# 解放日
解放日是標記一個地方解放的日期，通常是公眾假期。類似獨立日。

## 列表
| 国家            | 日期                                                                           |
| --------------- | ------------------------------------------------------------------------------ |
| 1月1日          | 古巴（1959年）                                                                 |
| 1月13日         | 多哥                                                                           |
| 1月26日         | 乌干达（1986年）                                                               |
| 2月15日         | 阿富汗                                                                         |
| 2月26日         | 科威特                                                                         |
| 3月3日          | 保加利亚（1878年）                                                             |
| 4月11日         | 西西里大区的科尔莱奥内                                                         |
| 4月25日         | 義大利（1945年）                                                               |
| 4月30日         | 越南（1975年、见430事件）                                                      |
| 5月5日          | 丹麦（1945年）、 衣索比亞（1941年）、 荷蘭（1945年）                           |
| 5月8日          | 挪威（1945年）                                                                 |
| 5月9日          | 根西（1945年）、 澤西（1945年）                                                |
| 5月17日         | 刚果民主共和国                                                                 |
| 5月25日         | 非洲联盟（1963年）、 黎巴嫩（2000年）                                          |
| 6月14日         | 福克蘭群島（1982年） 、 南乔治亚和南桑威奇群岛（1982年）                       |
| 7月4日          | 、 卢旺达                                                                      |
| 7月19日         | 尼加拉瓜                                                                       |
| 7月21日         | 關島（1944年）                                                                 |
| 8月14日         | 巴基斯坦（1947年）                                                             |
| 8月15日         | 印度（1947年）、 和 （1945年）                                                 |
| 8月最後的星期一 | 英屬香港（1945年－1996年），又稱重光紀念日，早年曾被中文媒體譯爲「解放紀念日」 |
| 9月30日         | 阿布哈茲（1993年）                                                             |
| 11月19日        |                                                                                |
| 11月29日        | 阿尔巴尼亚                                                                     |
| 12月16日        |                                                                                |
| 12月19日        | 印度果阿邦                                                                     |